# Kurikka

Altes Wappen von Kurikka

Kurikka [ˈkurikːɑ] ist eine finnische Stadt in der Landschaft Südösterbotten.
Die Einwohnerzahl beträgt 19.890 (Stand: 31. Dezember 2022). Die Stadt selbst liegt rund 30 Kilometer südwestlich von Seinäjoki, einem Bahnknotenpunkt im westlichen Finnland. Die Fläche der Stadt umfasst 1725 Quadratkilometer, wovon 20 Quadratkilometer Wasserfläche sind. Durch das Stadtgebiet fließt der Fluss Kyrönjoki; das Stadtzentrum liegt an der Kreuzung der Landstraße Europastraße 12 / Schnellstraße 3 von Tampere nach Vaasa und der Bundesstraße 67 von Kristiinankaupunki nach Seinäjoki. Das Stadtwappen zeigt einen blauen Elchskopf vor weißem Grund über zwei weißen, gekreuzten Knüppeln (finnisch: kurikka) vor blauem Grund.

## Geschichte
Die Stadt Kurikka ist seit 1412 urkundlich belegt. Damals zog der Hirvi-Heikki genannte Elchjäger in die Gegend mit ausgedehnten Wäldern und einer Flusslandschaft. Für finnische Verhältnisse schon relativ früh siedelte sich zu Beginn des 19. Jahrhunderts Metall- und Holzindustrie in der Stadt an. 1868 wurde die Gemeinde selbständig und erhielt im Jahr 1966 zunächst das Marktrecht. Zehn Jahre später, 1977, wurden ihr die Stadtrechte zuerkannt. Zu Jahresbeginn 2009 wurde die Nachbargemeinde Jurva eingemeindet.
Am 1. Januar 2016 wurde Jalasjärvi nach Kurikka eingemeindet.

## Wappen
Beschreibung des Wappens: Das Wappen wird durch den Schwalbenschwanzschnitt in Blau und Silber gespalten.

## Wirtschaft
Heute sind im Gebiet der Stadt mehrere größere Unternehmen angesiedelt, wobei die bauindustrielle Firma Velsa mit über 300 und die Möbelfirma Pohjanmaan Kaluste mit über 100 Angestellten die größten Arbeitgeber sind. Dennoch ist der Dienstleistungssektor mit 52,1 Prozent der größte Wirtschaftssektor, in der Landwirtschaft sind 9,4 Prozent der Beschäftigten tätig.

## Politik
Bei den Stadtratswahlen vom Herbst 2004 wurden die 35 Stadtratsitze wie folgt vergeben: Zentrumspartei 17, Nationale Sammlungspartei 8, Sozialdemokraten 7, Christdemokraten 1, Linksbündnis 1, Wahre Finnen 1. 
Stadtdirektor von Kurikka ist Kimmo Jarva.

## Sehenswürdigkeiten
Zu den Sehenswürdigkeiten gehört die abwechslungsreiche Landschaft im Gebiet der Kommune mit Wäldern, Flusslandschaften und landwirtschaftlich geprägter Kulturlandschaft. Zudem gibt es mit dem Heimatmuseum mit dazugehörigem Aussichtsturm und dem Elektrizitätswerksmuseum am Jyllinkoski zwei Museen.
Jeden Sommer am ersten Wochenende im Juni veranstaltet die Stadt ein Festival, das unter dem Motto Finde deinen Partner steht.

## Städtepartnerschaften
Kurikka unterhält Städtepartnerschaften mit dem schwedischen Ockelbo, dem norwegischen Melhus und dem dänischen Holmegaard.

## Söhne und Töchter der Stadt
- Yrjö Olavi Alanen (1927–2022), Psychiater, Neurologe, systemischer Familientherapeut, Psychoanalytiker und Forscher
- Kalevi Kivistö (* 1941), Politiker
- Juha Mieto (* 1949), Skilangläufer
- Hilkka Riihivuori (* 1952), Skilangläuferin
- Arsi Harju (* 1974), Kugelstoßer